# Al-Masudijja
Al-Msudijja (arab. المسعودية) – wieś w Syrii, w muhafazie Aleppo. W 2004 roku liczyła 660 mieszkańców.